# Johannes Matzen
Johannes Matzen (13 februari 1925) is een Duitse voormalig voetballer.

## Biografie
Matzen begon zijn carrière bij SG Wittenberge-Süd. In 1949 maakte hij de overstap naar SG Volkspolizei Potsdam, waar hij ging spelen met onder andere Herbert Schoen en Günter Schröter. In de zomer van 1950 werd door de overheid beslist om het team te verhuizen naar Dresden om daar een nieuwe grote club te krijgen. De populaire opvolger van traditieclub Dresdner SC was immers een doorn in het oog van de overheid omdat een aantal spelers naar West-Duitsland gevlucht waren. De SG Volkspolizei Dresden nam een jaar later de naam SG Dynamo Dresden aan. In september 1952 won het de Oost-Duitse beker tegen Einheit Pankow. Matzen bracht zijn club al na vijf minuten op voorsprong. Een jaar later won hij met zijn club de landstitel. In 1954 besliste de overheid om de club te verhuizen naar Oost-Berlijn om daar een nieuwe topclub te hebben. Onder de naam SC Dynamo Berlin kon de club aanvankelijk niet aan de Dresdense successen aanknopen. In 1956 volgde zelfs een degradatie. De club kon wel meteen terug promotie afdwingen en een jaar later beëindigde hij zijn carrière.
Hij speelde op 21 september 1952 in de allereerste interland ooit voor Oost-Duitsland, waar ze met 3-0 verloren van Polen. Zijn volgende, en laatste cap kwam er twee jaar later.
Matzen werd in februari 2025 een honderdplusser.